# Gisa
Gisa ou Giso est évêque de Wells de 1060 ou 1061 à sa mort, en 1088.

## Biographie
Originaire de Lotharingie (vraisemblablement du village de Saint-Trond), Gisa émigre en Angleterre vers le milieu du XIe siècle pour y servir comme prêtre à la cour du roi Édouard le Confesseur, qui invite de nombreux ecclésiastiques du continent au début de son règne. Nommé évêque de Wells après la mort de Duduc, il se rend à Rome pour y recevoir l'ordination du pape Nicolas II le 15 avril 1061, un document qui subsiste dans les archives de la cathédrale de Wells.
Durant son épiscopat, Gisa s'efforce de renflouer son diocèse, qui est l'un des moins riches d'Angleterre. Il obtient des donations du roi Édouard à Wedmore et de la reine Édith à Milverton. Après la conquête normande de l'Angleterre, il entretient de bonnes relations avec Guillaume le Conquérant.
À sa mort, en 1088, Gisa est inhumé en la cathédrale de Wells. Il existe une « autobiographie » de Gisa dans un document du XIIe siècle qui est probablement un faux, de même que le sacramentaire portant son nom dans la bibliothèque Cotton (Vitellius A.xviii).